# Edgar Buchanan
Edgar Buchanan, född 20 mars 1903 i Humansville i Missouri, död 4 april 1979 var en amerikansk skådespelare. Han medverkade i över 100 filmer och flera amerikanska TV-serier.

## Filmografi
- 1940 – Skarpskytten i Arizona
- 1941 – Första gången jag såg dej...
- 1942 – Han kom om natten
- 1944 – Smekmånad på prov
- 1946 – Den laglösa staden
- 1947 – Prärie
- 1952 – De stora träden
- 1953 – Mannen från vidderna
- 1956 – Min man är en främling
- 1962 – De red efter guld
- 1963 – McLintock!